# Episodi di Boku dake no Madonna
La serie live action Boku dake no Madonna è stata trasmessa in Giappone su Fuji TV dal 7 luglio all'15 settembre 2003.
In Italia è inedita.
| Nº | Giapponese 「Kanji」 - Rōmaji               | In onda           | In onda |
| Nº | Giapponese 「Kanji」 - Rōmaji               | Giapponese        |         |
| 1  | 「出会い」 - Deai                           | 7 luglio 2003     |         |
| 2  | 「彼女の涙」 - Kanojo no namida             | 14 luglio 2003    |         |
| 3  | 「尾行」 - Bikō                             | 21 luglio 2003    |         |
| 4  | 「見られたキス」 - Mira reta kisu           | 28 luglio 2003    |         |
| 5  | 「秘密」 - Himitsu                          | 4 agosto 2003     |         |
| 6  | 「軽井沢の出来事」 - Karuizawa no dekigoto  | 11 agosto 2003    |         |
| 7  | 「恋に気づく瞬間」 - Koi ni kidu ku shunkan | 18 agosto 2003    |         |
| 8  | 「最後の告白」 - Saigo no kokuhaku          | 25 agosto 2003    |         |
| 9  | 「別れの予感」 - Wakare no yokan            | 1º settembre 2003 |         |
| 10 | 「号泣のラブレター」 - Gōkyū no rabureta    | 8 settembre 2003  |         |
| 11 | 「スタジアムの奇跡」 - Sutajiamu no kiseki  | 15 settembre 2003 |         |